# Gonserellus atopus
Gonserellus atopus is een haft uit de familie Leptophlebiidae. De wetenschappelijke naam van de soort is voor het eerst geldig gepubliceerd in 1997 door Manuel L. Pescador.
De soort komt voor in het Neotropisch gebied.